# 銅壷
銅壷（どうこ）とは、火鉢の中に置いて湯を沸かし燗酒をつくるために使う銅製の民具である。炭から熱を受ける部分と湯を貯め徳利を浸ける部分に分かれ、2本のパイプで繋がれており、その構造はバランス釜と浴槽に似る。素材は、熱伝導性が高い純銅を使用する。古来「銅壷の水は腐らない」と言われるが、これは銅イオンの殺菌作用によるものである。
熱を受ける部分の形状は、炭を覆うものと炭直下の灰に埋め込むものに大別される。炭を覆うものの外観は天井が空いたドーム状をしており、上部に五徳を造り付けたものが多い。二重構造になっており、内部に満たされた水が炭の熱を受け湯になる。炭直下の灰に埋め込むものの構造はU字型に曲げられたパイプであり、炭を覆うものに比して火箸で炭の世話をしやすい利点がある。パイプと貯湯部分の結合部は上下にずらされており、熱せられた水が循環する仕組みとなっている。
湯を貯め徳利を湯煎する部分の形状は概ね直方体で、上部に給水口を兼ね徳利を挿し入れる丸い穴が開けられている。湯を保温するためや灰の混入を防ぐ目的で、この穴を塞ぐ蓋が付属するものもある。

## 燗銅壷
熱源の炭火を内蔵する銅製の徳利湯煎器を燗銅壷（かんどうこ）といい、火鉢に置く銅壷と区別される。飲食店向けの業務用機器であり、古くは江戸時代から使用されてきた。現代の燗銅壷は熱源をガスに変え、筐体は錆に強いステンレス鋼で作られている。火鉢に置く銅壷が一般ではなくなったこともあり、燗銅壷を略し銅壷と呼ばれることも多い。熱した酒を徳利に注ぐ酒燗器も普及したが燗銅壷とは構造が全く異なり、これを燗銅壷（あるいは略して銅壷）と呼ぶことは誤称である。